# Lídia Quinan
Lydia Araújo Quinan (Campinas, 16 de julho de 1937 – Goiânia, 29 de junho de 2024) foi uma enfermeira, empresária e política brasileira filiada ao Partido da Social Democracia Brasileira, tendo sido primeira-dama de Goiás entre 1986 e 1987, além de deputada federal entre 1995 e 2003.

## Biografia
Filha de Paulo Freire de Araújo e Cyra Nogueira de Araújo. Residente em Goiás desde 1955, diplomou-se enfermeira na Escola de Enfermagem Florence Nightingale em Anápolis no ano de 1957. Após seu casamento com Onofre Quinan foi vice-presidente do grupo empresarial de seu marido e nessa condição integrou a Associação Comercial e Industrial de Goiás.
Filiada ao PMDB em 1980, acompanhou a carreira política do esposo e em 1986 tornou-se primeira-dama quando Onofre Quinan assumiu o Palácio das Esmeraldas após a renúncia de Iris Rezende a fim de assumir o cargo de ministro da Agricultura a convite do presidente José Sarney. Quatro anos depois, Onofre Quinan foi eleito senador e sua esposa foi eleita deputada federal em 1994 e 1998. No ano seguinte ingressou no PSDB.
Seu pai foi professor e teólogo da Igreja Presbiteriana do Brasil, sendo eleito deputado federal por Minas Gerais em 1958, 1962 e 1966 e posteriormente cassado pelo Ato Institucional Número Cinco em 1969.